# プレ・インカ
プレ・インカとは、インカ帝国以前のアンデス文明の諸文化を指す。

## 概要
プレ・インカは、インカ帝国以前のアンデス文明の諸文化として一括りにされているものの、広大な南米大陸の海岸部・乾燥した平野部・多湿な山間部という異なる環境をもつため、地域的な差異も大きい。明確な文字文化を持たず、連続性のある文化が残らなかったために遺物から当時をしのぶしかないケースも多く、また、新たに発見された遺跡により歴史的空白を後から補填されたケースもあり、その全容は依然として調査中である。
インカ帝国も含めて鉄器文明に到達せず、新石器時代のまま過ごしたが、その一方で土器は独特の進歩を見せ、各々のプレ・インカ文化ごとに特徴ある土器が発見されている。しかし、後世の人間が副葬品として死者とともに埋められた土器を発掘、ワコと呼び習わし神聖視して祀る風習を持ったため、墓泥棒（職業的な盗掘人を「ワッケーロ」という）などにより遺跡が荒らされ、これら土器の多くもワコとして家庭に祭られたり土産物などとして販売されていたものが発見・保護され博物館に収蔵されることも珍しくない。現在、世界各地の博物館に展示されているナスカ文化の土器のほとんどがもとをただせば盗掘品といわれているなど、出土地域が不明な遺物が多い。

## 年代と文化の遷移
下記に主なプレ・インカ文化を年代順に列挙する。
- チャビン文化(アンデス全域；1000 B.C. 頃 - 200 B.C. 頃）
- ナスカ文化（ペルー南海岸；A.D. 1 頃 - A.D. 600 頃）
- ティワナク文化（チチカカ湖畔；A.D. 1 頃 - A.D. 900 頃）
- モチェ文化（ペルー北海岸；A.D. 100 頃 - A.D. 700 頃）
- ワリ文化(アンデス全域；A.D. 800 頃 - A.D. 1000 頃）
- シカン王国(北海岸ヘケテペケ川流域；A.D. 800 頃 - A.D. 1100 頃）
- チムー王国（ペルー北海岸；A.D. 1000 頃 - A.D. 1476 頃）